# Gemma Gili
Gemma Gili Giner (Castellón de la Plana, Castellón, 21 de mayo de 1994) es una futbolista y arquitecta española. Juega actualmente como centrocampista en la Sevilla Fútbol Club de la Primera División Femenina de España.

## Trayectoria
Realiza su debut en el Valencia Féminas, club en el cual se mantuvo por cuatro años, aunque sin conseguir ningún título, finalmente decide cambiar de ambiente por lo que se va al F. C. Barcelona en el año 2012. Llega al grupo cuando este estaba en su mejor momento, después de haber ganado La Liga, rápidamente se ven los buenos resultados al nuevamente ganar el título ligero, pero esta vez también conseguirían la Copa de la Reina, hecho jamás logrado por otro club a lo que se le sumaba la Copa Cataluña obtenida a principio de temporada.
Luego de 7 años en la entidad azulgrana, el 27 de junio de 2019 se hace oficial su traspaso al Levante U. D..

A pesar de haber sido una de las piezas fundamentales del equipo valenciano durante la temporada 2019-20 se oficializa su salida de la institución granota luego de no renovar su contrato. Tras pasar a ser agente libre, ficha por la Real Sociedad de Fútbol firmando un contrato por dos temporadas.

## Selección nacional

### Sub-17
En el año 2010, participa en el Campeonato Europeo sub-17 en el cual La Roja alcanza la fácilmente la fase final en donde se interpusieron ante los Países Bajos, para en la final vencer en los penales a irlanda. Al año siguiente es incluida en la nómina para el mismo campeonato, nuevamente pasan hacia la fase final esta vez se enfrentan a Islandia con un resultado de 4-0, en el último partido se miden ante Francia en un cerrado encuentro marcando la cifra española por sobre el final.

### Sub-19
En el 2013 participa en las clasificatorias para el Campeonato Europeo sub-19, los resultados fueron malos quedando eliminadas con solo una victoria y dos derrotas.

## Vida personal
Además de su faceta como deportista, Gemma estudió Arquitectura en la Universidad Politécnica de Cataluña cuando militaba en el Barça, mientras desarrollaba sus estudios en 2018 participó de un concurso para el desarrollo arquitectónico de los banquillos del nuevo Estadio Johan Cruyff del Fútbol Club Barcelona. El proyecto de Gili tuvo éxito y logró desarrollarse durante 2019 quedando su marca en la historia del recinto deportivo azulgrana. Posteriormente Gemma realizaría un Máster en Arquitectura que concluye en 2020.

## Clubes
| Club                    | País   | Años              |
| ----------------------- | ------ | ----------------- |
| Valencia Club de Fútbol | España | 2008 - 2012       |
| Fútbol Club Barcelona   | España | 2012 - 2019       |
| Levante Unión Deportiva | España | 2019 - 2020       |
| Real Sociedad de Fútbol | España | 2020 - Actualidad |

## Palmarés

### Campeonatos nacionales
| Título           | Club            | País   | Año  |
| ---------------- | --------------- | ------ | ---- |
| Primera División | F. C. Barcelona | España | 2013 |
| Copa de la Reina | F. C. Barcelona | España | 2013 |
| Primera División | F. C. Barcelona | España | 2014 |
| Copa de la Reina | F. C. Barcelona | España | 2014 |
| Primera División | F. C. Barcelona | España | 2015 |
| Copa de la Reina | F. C. Barcelona | España | 2017 |
| Copa de la Reina | F. C. Barcelona | España | 2018 |

### Campeonatos internacionales
| Título                    | Equipo              | Sede  | Año  |
| ------------------------- | ------------------- | ----- | ---- |
| Campeonato Europeo sub-17 | Selección de España | Suiza | 2010 |
| Campeonato Europeo sub-17 | Selección de España | Suiza | 2011 |

### Campeonatos regionales
| Título        | Club            | País     | Año  |
| ------------- | --------------- | -------- | ---- |
| Copa Cataluña | F. C. Barcelona | Cataluña | 2014 |
| Copa Cataluña | F. C. Barcelona | Cataluña | 2015 |
| Copa Cataluña | F. C. Barcelona | Cataluña | 2016 |
| Copa Cataluña | F. C. Barcelona | Cataluña | 2017 |
| Copa Cataluña | F. C. Barcelona | Cataluña | 2018 |
| Copa Cataluña | F. C. Barcelona | Cataluña | 2019 |